# Строєць (Опольське воєводство)
Строєць (пол. Strojec) — село в Польщі, у гміні Прашка Олеського повіту Опольського воєводства.
Населення — 1017 осіб (2011).
У 1975—1998 роках село належало до Ченстоховського воєводства.

## Демографія
Демографічна структура станом на 31 березня 2011 року:
|          | Загалом | Допрацездатний вік | Працездатний вік | Постпрацездатний вік |
| -------- | ------- | ------------------ | ---------------- | -------------------- |
| Чоловіки | 501     | 104                | 332              | 65                   |
| Жінки    | 516     | 94                 | 278              | 144                  |
| Разом    | 1017    | 198                | 610              | 209                  |